# Gefecht im Wald von Caures

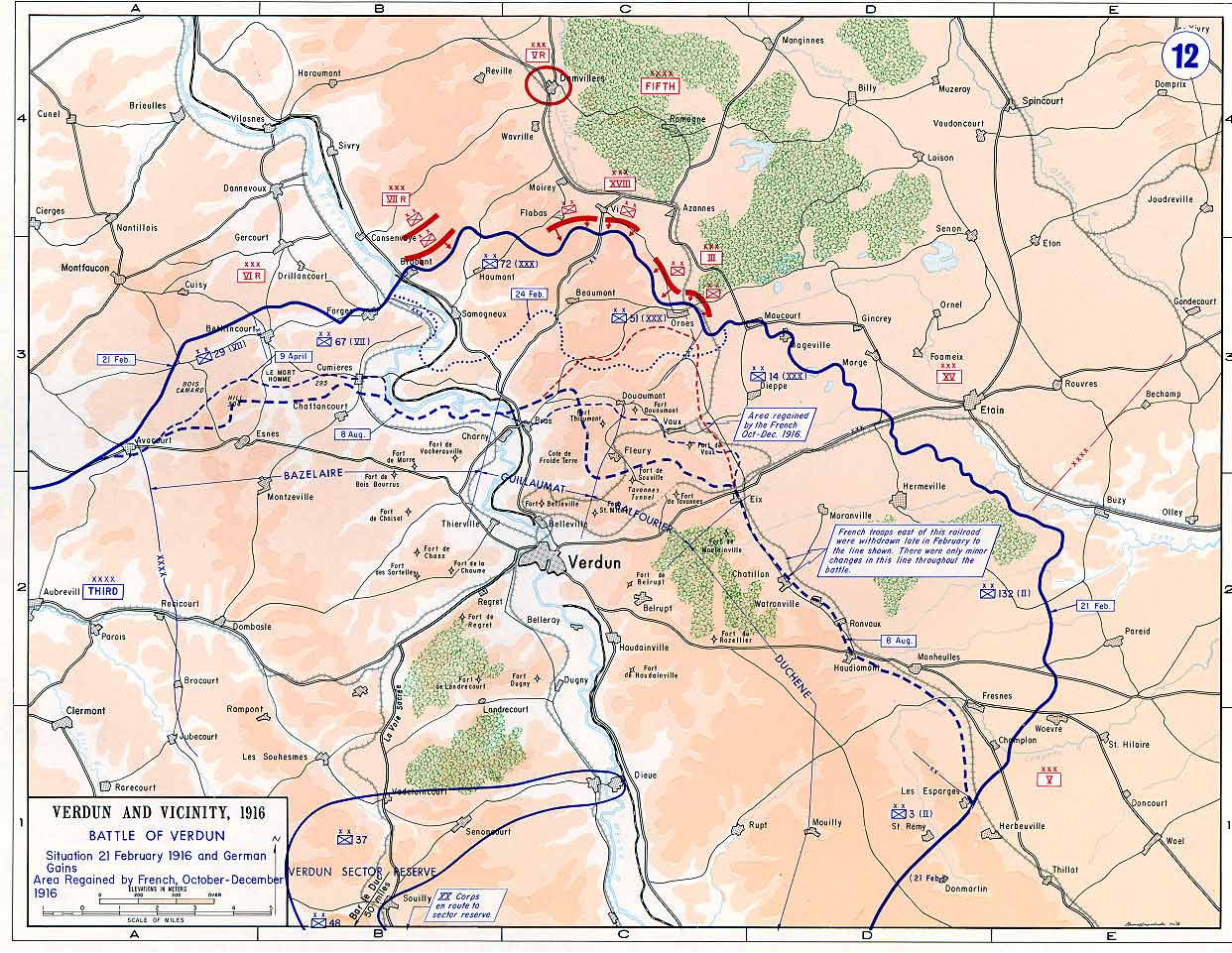
Karte der Schlacht von Verdun. Situation am 21. Februar 1916

Das Gefecht im Wald von Caures fand am 21. und 22. Februar 1916 südlich des Dorfes Flabas im Département Meuse nördlich von Verdun statt. Es war einer der drei Angriffe, mit denen die Deutsche Armee die Schlacht um Verdun einleitete. Im Verlauf der Gefechtshandlungen mussten die französischen Linien hinter Beaumont zurückgenommen werden.

## Verlauf
Am 21. Februar 1916 um 8.12 Uhr morgens wurde der Wald von Caures vom 56e bataillon de chasseurs à pied (56e BCP) und vom 59e bataillon de chasseurs à pied (59e BCP) (Jägerbataillon zu Fuß) verteidigt – zusammen 1.200 Mann unter dem Kommando von Lieutenant-colonel Émile Driant. Sie gehörten zu den Reserveverbänden und waren erst am 4. August 1914 in Lille aufgestellt worden.
Das deutsche XVIII. Armee-Korps eröffnete den Angriff gegen den Caures-Wald mit der 21. Division unter General Ernst von Oven mit vier Infanterieregimentern Füsilier-Regiment „von Gersdorff“ (Kurhessisches) Nr. 80, 81, 87 und 115, zusammen zwölf Infanteriebataillone. Unterstützt wurden sie hierbei von sieben Batterien der eigenen 21. Feldartillerie-Brigade sowie durch vierzig Batterien schwerer Artillerie und 50 Minenwerfern. Sie beschossen ein Gelände von nicht mehr als 800 mal 1300 Meter – etwa ein Quadratkilometer – mit etwa 80.000 Artilleriegranaten.
Der gesamte Abschnitt des XVIII. Armee-Korps zwischen Flabas und Ville hatte eine Länge von nur drei Kilometern und zählte nach dem Eingreifen der 25. Division etwa 30.000 Mann. Gegen 16 Uhr hörte der Artilleriebeschuss auf. Etwa 70 Prozent der französischen Chasseurs waren verwundet oder tot. Gleichwohl führten sie sogar nachts noch Gegenangriffe in einer für sie aussichtslosen Schlacht. Etwa 500 französische Überlebende kamen aus ihren gut befestigten Unterständen und machten sich bereit weiterzukämpfen. Damals hieß die französische Militärdoktrin Offensive à outrance (Offensive bis zum Äußersten).
Am 22. Februar gelang der deutschen Übermacht endlich die Eroberung des Caures-Waldes, der entscheidende Erfolg gelang dem Leibgarde-Infanterie-Regiment (1. Großherzoglich Hessisches) Nr. 115, das links vom 87sten durch die dünnen französischen Linien durchstieß. Gegen die deutsche Übermacht, die auch Flammenwerfer einsetzte, hatten sie keine Chance. Befehlshaber Oberstleutnant Driant verbrannte seine Unterlagen, damit sie den Deutschen nicht in die Hände fielen. Er befahl den Rückzug zum Dorf Beaumont, kämpfte aber selbst mit 80 Soldaten weiter. Driant wurde dabei an der Schläfe getroffen und starb wie die meisten seiner Jäger, von denen nur 110 bis 160 überlebten. Der deutschen 25. Division gelang folgend erst am 24. Februar die Einnahme der südlich des Caures-Waldes gelegenen Dörfer Beaumont und Wavrille.
Die Deutschen bestatteten Driant mit allen Ehren in der Nähe des Schlachtfeldes und leiteten der Witwe über die Schweiz seine Habseligkeiten zu. Die französische Presse feierte seinen Tod als nationales Opfer und der Gedenkgottesdienst unter Leitung des Kardinals Léon-Adolphe Amette wurde in Notre Dame abgehalten. Im Oktober 1922 wurde Driants Leiche exhumiert und in ein Mausoleum überführt, das jedes Jahr am 21. Februar Schauplatz einer Gedenkfeier für Driant und seine Jäger ist.